# Grand Prix cycliste de Gatineau 2013
La 4e édition du Grand Prix cycliste de Gatineau a eu lieu le 18 mai 2013. La course fait partie du calendrier international féminin UCI 2013 en catégorie 1.1. L'épreuve est remportée par l'Américaine Shelley Olds.

## Récit de course
La course se conclut au sprint avec une victoire de Shelley Olds,.

## Classements

### Classement final
| \| Classement général \| Classement général \| Classement général \| Classement général \| Classement général \| \| Coureuse \| Coureuse \| Pays \| Équipe \| Temps \| \| ------------------ \| ------------------- \| ------------------ \| ------------------------------ \| ------------------ \| \| 1re \| Shelley Olds \| États-Unis \| Tibco-To the Top \| 3 h 12 min 18 s \| \| 2e \| Joëlle Numainville \| Canada \| Optum-Kelly Benefit Strategies \| + 0 s \| \| 3e \| Katarzyna Pawłowska \| Pologne \| GSD Gestion-Kallisto \| + 0 s \| \| 4e \| Lauren Hall \| États-Unis \| Optum-Kelly Benefit Strategies \| + 0 s \| \| 5e \| Laura Brown \| Canada \| Colavita–Fine Cooking \| + 0 s \| \| 6e \| Lenore Pipes \| Guam \| \| + 0 s \| \| 7e \| Chantal Blaak \| Pays-Bas \| Tibco-To the Top \| + 0 s \| \| 8e \| Joanne Kiesanowski \| Nouvelle-Zélande \| Tibco-To the Top \| + 0 s \| \| 9e \| Lindsay Bayer \| États-Unis \| \| + 0 s \| \| 10e \| Morgan Brown \| États-Unis \| \| + 0 s \| |                     |                  |                                |                 |
| |                     |                  |                                |                 |
| Source : Cycling Quotient |                     |                  |                                |                 |
| Classement général |                     |                  |                                |                 |
| Coureuse | Coureuse            | Pays             | Équipe                         | Temps           |
| 1re | Shelley Olds        | États-Unis       | Tibco-To the Top               | 3 h 12 min 18 s |
| 2e | Joëlle Numainville  | Canada           | Optum-Kelly Benefit Strategies | + 0 s           |
| 3e | Katarzyna Pawłowska | Pologne          | GSD Gestion-Kallisto           | + 0 s           |
| 4e | Lauren Hall         | États-Unis       | Optum-Kelly Benefit Strategies | + 0 s           |
| 5e | Laura Brown         | Canada           | Colavita–Fine Cooking          | + 0 s           |
| 6e | Lenore Pipes        | Guam             |                                | + 0 s           |
| 7e | Chantal Blaak       | Pays-Bas         | Tibco-To the Top               | + 0 s           |
| 8e | Joanne Kiesanowski  | Nouvelle-Zélande | Tibco-To the Top               | + 0 s           |
| 9e | Lindsay Bayer       | États-Unis       |                                | + 0 s           |
| 10e | Morgan Brown        | États-Unis       |                                | + 0 s           |

### Points UCI
| Position,          | 1er | 2e | 3e | 4e | 5e | 6e | 7e | 8e | 9e | 10e | 11e | 12e |
| Classement général | 60  | 45 | 35 | 30 | 25 | 20 | 15 | 10 | 8  | 6   | 4   | 2   |